# アルフレート・ゾーン＝レーテル
アルフレート・ゾーン=レーテル（ドイツ語: Alfred Sohn-Rethel、1899年1月4日 - 1990年4月6日）は、ドイツの経済学者、社会哲学者。
カントの認識批判とマルクスの政治経済学批判を唯物論的認識論・認識批判へと結合させることを試み、テオドール・アドルノらに影響を与えた他、ドイツのファシズムを引き起こした経済政策を研究した。

## 日本語訳された著作
・『精神労働と肉体労働——社会的総合の理論』、寺田光雄・水田洋訳、合同出版、1975年